# Si c'était de l'amour
Pour plus de détails, voir Fiche technique et Distribution.
Si c'était de l'amour est un film documentaire français réalisé par Patric Chiha, sorti en 2020. La Première mondiale a eu lieu à la Berlinale 2020.

## Synopsis
Le documentaire suit une troupe de danseurs en tournée de représentation du spectacle Crowd de Gisèle Vienne.

## Fiche technique
- Titre français : Si c'était de l'amour
- Réalisation : Patric Chiha
- Photographie : Jordane Chouzenoux
- Montage : Anna Riche
- Son : Pierre Bompy
- Montage son et mixage : Mikaël Barre
- Production : Charlotte Vincent
- Société de production : Aurora Films
- Pays d'origine : France
- Format : Couleurs - 35 mm - 1,85:1
- Genre : documentaire
- Durée : 82 minutes
- Dates de sortie :
  - Allemagne : 22 février 2020 (Berlinale 2020)
  - France : 4 mars 2020
  - Autriche:19 mai 2021

## Distribution
- Philip Berlin : lui-même
- Marine Chesnais : elle-même
- Kerstin Daley-Baradel : elle-même
- Sylvain Decloitre : lui-même
- Sophie Demeyer : elle-même
- Vincent Dupuy : lui-même
- Massimo Fusco : lui-même
- Núria Guiu : elle-même
- Rehin Hollant : elle-même
- Georges Labbat : lui-même
- Oskar Landström : lui-même
- Theo Livesey : lui-même
- Louise Perming : elle-même
- Katia Petrowick : elle-même
- Anja Röttgerkamp : elle-même
- Jonathan Schatz : lui-même
- Gisèle Vienne : elle-même
- Henrietta Wallberg : elle-même
- Tyra Wigg : elle-même

## Sortie

### Accueil critique
En France, le site Allociné recense une moyenne des critiques presse de 3,9/5.

## Distinction
- Berlinale 2020 : Teddy Award du meilleur documentaire
- Duisburger Filmwoche : Prix ARTE du meilleur documentaire
- Diagonale Graz: Prix de la meilleure image